# Episodi di Bionic Woman
La prima e unica stagione della serie televisiva Bionic Woman è stata trasmessa negli Stati Uniti dal 26 settembre al 14 novembre 2007 su NBC.
In Italia la stagione è andata in onda in prima visione dal 26 settembre al 17 ottobre 2008 su Steel.
In chiaro, la prima parte della stagione (episodi 1-4) è stata trasmessa dal 10 dicembre al 28 dicembre 2008 su Italia 1. La seconda parte (episodi 5-8) è andata in onda dal 18 agosto al 25 agosto 2009 in seconda serata con doppio episodio settimanale.
| nº | Titolo originale               | Titolo italiano      | Prima TV USA      | Prima TV Italia   |
| -- | ------------------------------ | -------------------- | ----------------- | ----------------- |
| 1  | Second Chances                 | Un corpo nuovo       | 26 settembre 2007 | 26 settembre 2008 |
| 2  | Paradise Lost                  | Mistero a Paradise   | 3 ottobre 2007    | 26 settembre 2008 |
| 3  | Sisterhood                     | Sorellanza bionica   | 10 ottobre 2007   | 3 ottobre 2008    |
| 4  | Faceoff                        | Confronto diretto    | 17 ottobre 2007   | 3 ottobre 2008    |
| 5  | The Education of Jaime Sommers | Studi universitari   | 24 ottobre 2007   | 10 ottobre 2008   |
| 6  | The List                       | La lista             | 31 ottobre 2007   | 10 ottobre 2008   |
| 7  | Trust Issues                   | Questione di fiducia | 7 novembre 2007   | 17 ottobre 2008   |
| 8  | Do Not Disturb                 | Non disturbare       | 14 novembre 2007  | 17 ottobre 2008   |

## Un nuovo corpo
- Titolo originale: Second Chances
- Diretto da: Michael Dinner
- Scritto da: Laeta Kalogridis

### Trama
Jaime Sommers ha una vita normale, fa la barista e ha una sorella, Becca, e un fidanzato, Will. Una sera, tornando a casa, l'auto su cui si trova viene travolta e lei rimane gravemente ferita. Il suo ragazzo, nonché medico per un progetto sperimentale governativo, decide di salvarle la vita portandola nel laboratorio dove lavora e qui le vengono impiantate delle parti robotiche. Il loro primo esperimento, Sarah Corvus, è fallito, e il “prototipo” è fuggito dopo aver ucciso svariate persone dello staff, ora puntano tutto su di lei, dato che in ballo ci sono parecchi milioni di dollari. Il suo ragazzo Will viene ucciso da Sarah. Sarà difficile, per Jaime, accettare questo suo corpo nuovo ma, soprattutto, che la sua vita non sarà più la stessa.
- Guest star: Mark Sheppard (Anthony Anthros)

## Mistero a Paradise
- Titolo originale: Paradise Lost
- Diretto da: Tim Matheson
- Scritto da: Jason Smilovic

### Trama
Mentre Jaime accetta di far parte dell'organizzazione governativa che combatte il crimine e inizia l'addestramento sotto la guida esperta di Jae, in una piccola cittadina a Nord-Ovest dell'Idaho, Paradise, accade qualcosa di strano: tutti gli abitanti vengono ritrovati misteriosamente morti. Ecco, quindi, la prima missione di Jaime, la donna bionica.

## Sorellanza bionica
- Titolo originale: Sisterhood
- Diretto da: Steve Boyum
- Scritto da: David Eick

### Trama
A Jaime viene affidato il compito di proteggere una ragazzina, figlia di un importante personaggio canadese, durante il suo soggiorno negli Stati Uniti. Mentre la donna è impegnata nella sua missione, Sarah Corvus si fa nuovamente viva, chiedendole solidarietà e aiuto. Le dice di essere malata e Jaime ha pena per lei. Ma non c'è da fidarsi.

## Confronto diretto
- Titolo originale: Faceoff
- Diretto da: Paul Shapiro
- Scritto da: Jon Cowan e Robert Rovner

### Trama
Jaime e Antonio partono alla volta del Paraguay per salvare Stevens, un medico americano rapito da un gruppo di terroristi perché in possesso di una chiavetta USB con informazioni molto importanti che doveva decifrare per conto della CIA. Una volta liberato Stevens e scoperto che la chiavetta contiene informazioni su di lei, Jaime si rende conto che Antonio ha in mente di ucciderlo e decide di scappare con Stevens. Durante la fuga, Stevens racconta tutto quello che ha avuto modo di leggere nei file contenuti nella chiavetta: le modalità con cui operano gli antrociti e, soprattutto, la loro durata; infatti, trascorsi cinque anni, la donna bionica è destinata a morire. Rientrata negli Stati Uniti, Jaime si confronta con Jonas, che la rassicura e s'impegna a trovare una cura per salvarla.

## Studi universitari
- Titolo originale: The Education of Jaime Sommers
- Diretto da: Jonas Pate
- Scritto da: Elizabeth Heldens

### Trama
Per sapere chi gestisce un traffico di chip neurali, Jaime deve fingersi una studentessa di neuroscienze all'università di Stanwick. Il sospettato numero uno, il professor Samuels, si rivela essere innocente. L'attenzione di Jaime, però, è rivolta al suo giovane assistente, Tom, che le fa la corte e che ingiustamente viene ritenuto colpevole da tutto il Gruppo Berkut. La ragazza, invece, sente di potersi fidare di lui e i fatti le daranno ragione: in realtà, Tom, è un agente della CIA, che sta svolgendo un'indagine sullo stesso caso.

## La lista
- Titolo originale: The List
- Diretto da: David Boyd
- Scritto da: Bridget Carpenter

### Trama
Il Gruppo Berkut e la CIA, impegnati a recuperare una lista con tutti i nomi dei loro agenti, organizzano un'azione congiunta a Parigi. Jaime si trova a dover lavorare con Tom, ma la loro relazione mette a rischio l'esito della missione più di una volta. Nel frattempo, Becca viene sorpresa ubriaca al volante da un poliziotto e deve telefonare a Jonas perché la vada a prendere al commissariato.

## Questione di fiducia
- Titolo originale: Trust Issues
- Diretto da: Alex Chapple
- Scritto da: Kerry Ehrin

### Trama
Mentre la relazione con Tom procede a gonfie vele, a Jaime viene affidato il compito, insieme al collega Antonio, di proteggere la vita del presidente di un paese africano in viaggio negli Stati Uniti. La cosa, però, si rivela più complicata del previsto quando, all'arrivo in aeroporto, un misterioso cecchino tenta di uccidere il presidente. Nel frattempo Jaime, insospettita dal comportamento del collega, scopre che in qualche modo Antonio è coinvolto i questa storia e, purtroppo, questo lo condurrà alla morte. Sconvolta dalla scomparsa dell'amico, Jaime troverà conforto fra le braccia di Tom.

## Non disturbare
- Titolo originale: Do Not Disturb
- Diretto da: Gwyneth Horder-Payton
- Scritto da: Jason Smilovic

### Trama
Jonas manda Jaime in vacanza nel Montana, chiedendole di consegnare una valigetta. Jaime parte con la sorella Becca pensando di potersi rilassare, ma in realtà, diventa fonte di una nuova e pericolosa missione, all'insaputa di Becca.